# Tradizioni religiose popolari italiane legate a san Rocco
Numerose sono le tradizioni religiose popolari italiane legate a san Rocco.

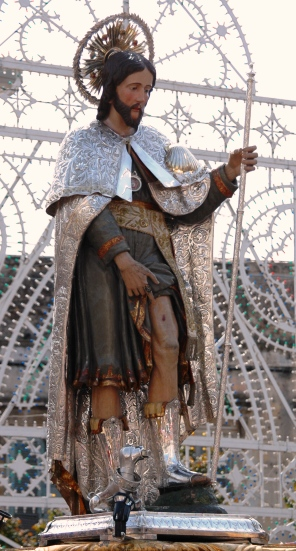
San Rocco con il suo mantello d'argento a Casamassima (BA)

il 16 agosto 

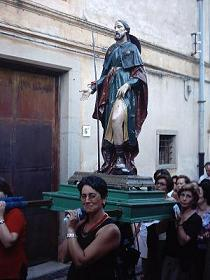
La processione della statua del santo a Canna (CS)

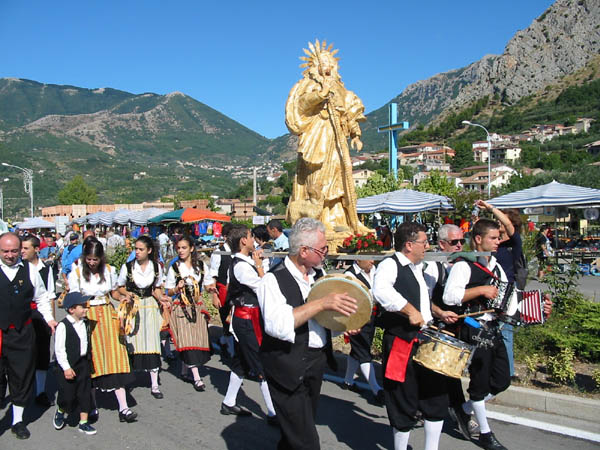
Foglianise (BN) - Festa del grano (16 agosto): riproduzione della statua di san Rocco di Foglianise, realizzata con tecniche differenti di intreccio di steli di grano

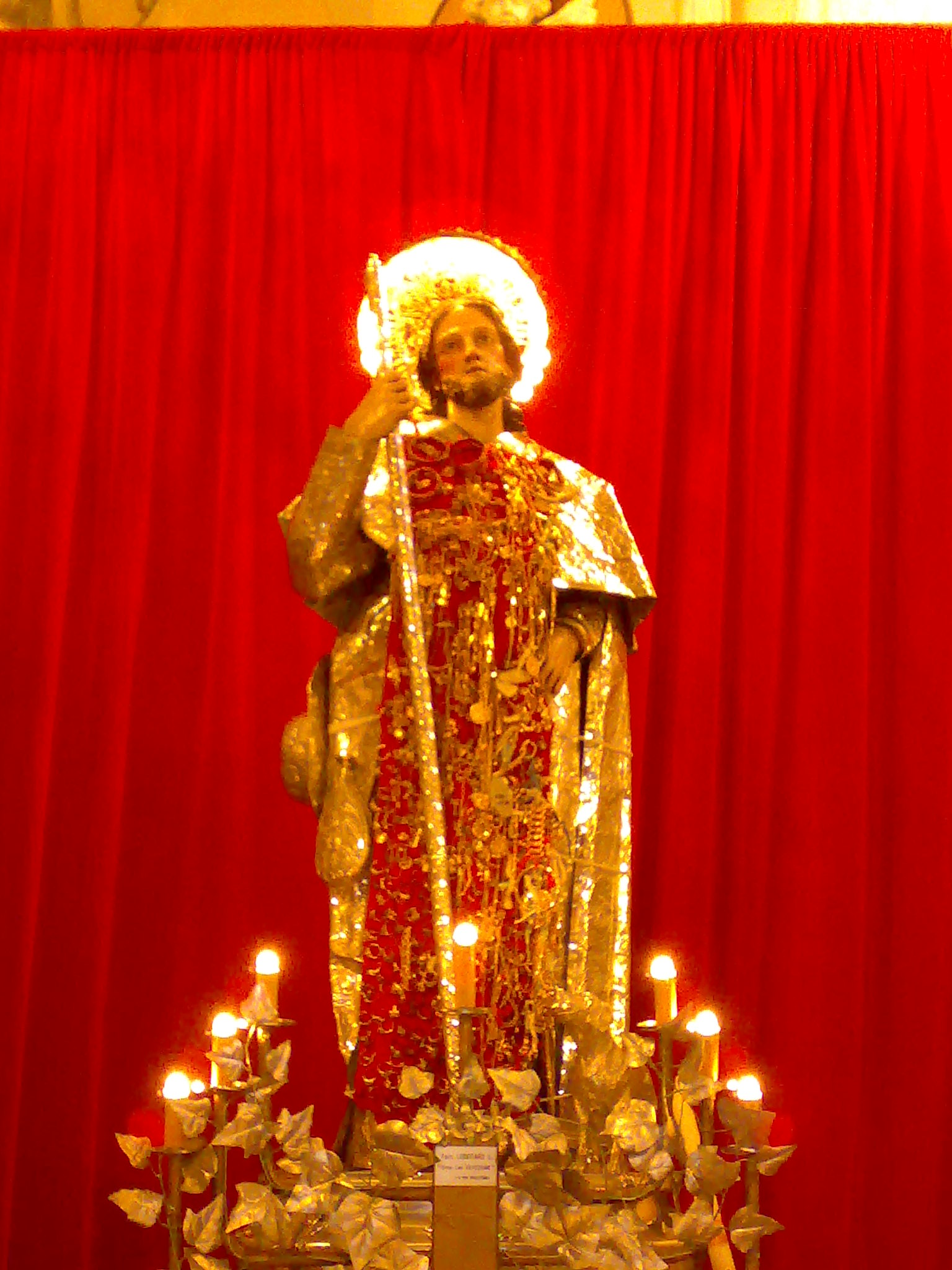
San Rocco - ricoperto da ex voto, Noicattaro (BA)

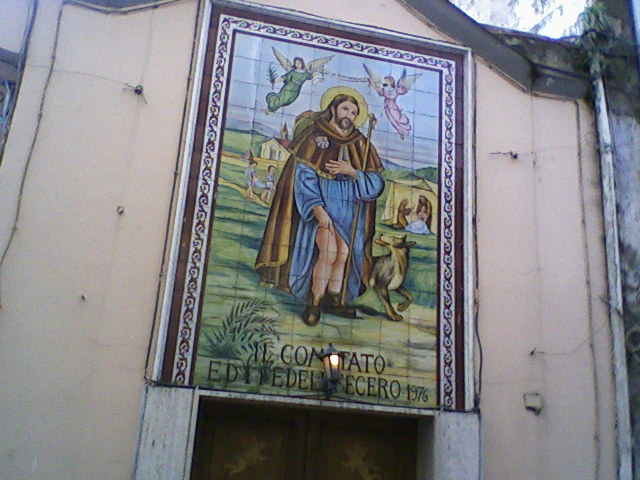
Effigie di san Rocco in piastrelle vietresi sulla facciata della cappella del Casale del Pozzo di Nocera Inferiore

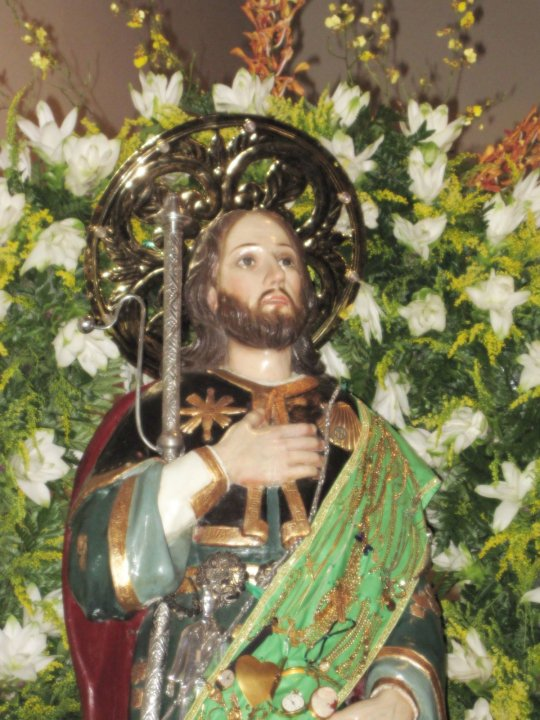
San Rocco - Simulacro in legno venerato nella chiesa di Saragnano di Baronissi (SA)

- Acquafondata (Fr) il 16 agosto di ogni anno celebrazione eucaristica seguita da una processione presso la cappella dedicata a san Rocco nel caratteristico rione omonimo. La chiesetta intitolata al santo pellegrino risale al 1692; è stata edificata fuori dalle mura del piccolo borgo montano nel luogo chiamato "cannavina dell'ospedale" ove venivano assistiti e tumulti i malati colpiti dalla peste, sotto la protezione particolare di san Rocco, avvocato degli ammalati.
- Albano di Lucania (PZ), il 18 agosto processione con la statua di san Rocco per le vie del paese, accompagnata dalla banda. La sera vi sono i fuochi d'artificio.
- Alezio (LE), festeggiata la terza domenica di ottobre con festa religiosa accompagnata da un mercato cittadino e locale. Allietano la festa i concerti di una banda ed una fiera. In quel giorno è tradizione acquistare il primo baccalà e le prime castagne; di questo paese san Rocco è il patrono.[1]
- Alì Terme (ME), 16 agosto, processione della statua lungo il paese con messa finale e spettacolo di fuochi d'artificio.
- Alvito (FR), 11, 15 e 16 agosto. L'11 agosto processione della statua di san Rocco presso la chiesa parrocchiale San Simeone Profeta; il 15 agosto processione della statua presso il santuario; il 16 agosto festa con fiera, fuochi d'artificio e musica.
- Amendolara (provincia di Cosenza). Il 16, 17 e 18 agosto festeggiamenti in onore di san Rocco. Nota è la grande fiera di san Rocco, soprattutto per la vendita di animali e la sentita processione che, partendo dalla cappella del santo, si snoda per le vie del paese preceduta dalla banda musicale e dai votivi cesti di ceri finemente addobbati e portate sulla testa da donne devote. Famoso era negli anni passati l'allestimento della "cassa armonica", in cui si esibivano orchestre sinfoniche e bande musicali. I festeggiamenti si concludono con l'esibizione di cantanti di livello nazionale e da scenografici fuochi pirotecnici.
- Aprigliano (CS), 16 agosto processione della statua di san Rocco per le strade del paese; festa con giochi popolari, fuochi d'artificio e musica.
- Aquara (SA), novena di san Rocco. Il 19 agosto c'è la processione con la banda per le vie del paese. In serata ci sono i fuochi pirotecnici e la musica.
- Balsorano Vecchio (AQ), il 16 agosto processione con la statua di san Rocco per le vie del paese
- Bardonecchia (TO), domenica di metà Quaresima: celebrazione in adempimento ad un voto pronunciato dalla popolazione del paese il 29 giugno 1630 in occasione della terribile epidemia di peste che ridusse gli abitanti di Bardonecchia da cica 2.000 a 309:[2] solenne celebrazione eucaristica alle ore 10 in presenza delle autorità, al pomeriggio vespri alla cappella di San Rocco; 16 agosto, celebrazione eucaristica mattutina presso la cappella di San rocco
- Berra (FE), celebrazioni in onore di san Rocco lungo le vie del paese
- Bosco (SA), la festa patronale in onore del santo si svolge il 16, 17 e 18 agosto. La novena comincia il 9 dello stesso mese, per poi finire il 18 con la tradizionale processione per le vie del paese accompagnata, dopo i festeggiamenti civili, dai fuochi pirotecnici.
- Brendola (VI), in onore dell'ex voto fatto al santo dopo la liberazione del paese dalla peste del Settecento, ogni 3 marzo processione religiosa attraverso il centro storico e festa con giostre, mostre, musica ed altri eventi culturali.
- Bitetto (BA), il 16 agosto si svolge per le vie del paese la tradizionale processione.
- Bulgorello (comune di Cadorago), il 16 agosto è festeggiato san Rocco come ringraziamento per aver preservato il borgo dalla peste manzoniana e dal colera nel 1852.
- Butera (CL), 16 agosto processione con la svestizione dei bambini, u sirpintazzu e la presa dei pentolini.
- Caccuri (KR), la statua e la reliquia della bara del santo vengono portate in processione il 16 di agosto, al termine della novena di preghiera iniziata il 7 agosto. La processione, accompagnata dalla banda musicale, raggiunge la maggior parte dei quartieri: inizia in piazza Umberto I, passando poi per i rioni Misericordia, Judeca, Pizzetto, Parte, Croci, Convento, Mergoli e dopo la messa nella chiesa di Santa Maria delle Grazie, la statua del santo viene riportata nel santuario di San Rocco, ai margini del centro storico. Al termine dei riti religiosi segue la tradizionale riffa (lotteria) nel piazzale antistante il santuario del santo. Tra i festeggiamenti civili le serate musicali in piazza Umberto I, il 15 e il 16 agosto. Dopo l'esibizione musicale si svolge uno spettacolo pirotecnico.
- Campomaggiore (PZ) 15 e 16 agosto processione con i "ceri" e con la statua per le vie del paese, festeggiamenti in entrambe le giornate, con concerti e fuochi pirotecnici a fine serata del 16.
- Camogli (GE), il 16 agosto si tiene il "premio internazionale Fedeltà del cane".
- Canna (CS), la statua del santo viene portata in processione sulle spalle dei devoti il 16 di agosto Fest' i sant' Rucc'.
- Canneto Sabino (RI), la statua del santo viene portata in processione il 16 di agosto sera Festa de san Roccu'.
- Capriati a Volturno (CE), sera del 15 agosto suggestiva processione dove la statua del patrono della città, san Nicola, va a prendere quella del protettore della città, san Rocco, nel suo santuario per andare insieme nella chiesa madre dopo tradizionale "inchino" delle due statue. La mattina del 16 agosto solenne processione di san Rocco per le vie della cittadina con tradizionale "pennone dell'amicizia" portato da fedeli e devoti.
- Cariati (CS), 16 agosto, processione a mare del santo sopra una paranza, seguita da altre imbarcazioni, accompagnata con fuochi d'artificio.
- Carpino (FG), 16 agosto, messa solenne con processione guidata dai "Fratelli di San Rocco" nella tradizionale veste rossa.
- Carpinone (IS), 15 agosto, messa solenne con processione serale che si snoda nel caratteristico centro storico, seguita dai vari quadri che rappresentano san Rocco che visita diverse città, fuochi e giochi pirotecnici, 16 agosto messa solenne e processione
- Casale del Pozzo rione di Nocera Inferiore (SA), ogni 16,20,21,22 e 23 agosto ci sono messe il 16 e il 20 e la processione del santo ogni domenica dopo il 16 agosto dopo di che ci sono spettacoli, musica e giochi organizzati dall'"Associazione San Rocco".

Il santo è venerato in una cappella del 1656, costruita come ex-voto, dopo la violenta pestilenza che colpì la città. 
- Casamassima (BA), 16 agosto fiera di san Rocco. Seconda domenica di settembre festa patronale con processione. La statua del santo viene ricoperta di ex voto e da un mantello d'argento offerto dai casamassimesi emigrati.
- Casignana (RC), 16-17 agosto festa patronale, con messa e processione della statua del 1756 e successiva festa civile, con concerti gratuiti in piazza Municipio.
- Castel Frentano (CH). La devozione a S. Rocco risale alla peste del 1656, nei secoli furono costruite tre chiese in suo onore; oggi ne rimane solo una. Oggi è festeggiato il 13 settembre con tre Sante Messe e la Processione.
- Ceglie Messapica (BR), 16-17 agosto festa di S. Rocco, compatrono della città. Processioni religiose in entrambe le giornate. Festa civile con luminarie artistiche, concerti bandistici e spettoclo pirotecnico conclusivo.
- Ceprano (FR) ormai da molti secoli la popolazione di Ceprano è solita offrire il giorno 15 agosto dei pani dette Cantamesse che verranno distribuite alla popolazione il giorno della festa del santo. Nel passato le famiglie ricche offrivano per i giorni dell'Assunta e di san Rocco pane e companatico ai poveri della città durante la messa cantata da questo il nome Cantamessa.
- Cerreto Sannita (BN), la statua del santo viene portata in processione per i quartieri più poveri, successivamente all'offerta del tradizionale "pane di San Rocco".
- Cesinali (AV), festeggiamenti tra la seconda e la terza settimana di agosto: eventi per le strade del paese, 16 agosto messa solenne in onore del santo, nel week-end successivo al 16 sagre con musica in piazza (sabato), processione della statua del santo per le vie del paese, concerto di musica classica (domenica), conclusione dei festeggiamenti con concerti e fuochi d'artificio (lunedì).
- Chesio - frazione di Loreglia - (VB), festa patronale con messa solenne e processione lungo le vie del paese con la statua del santo.
- Cineto Romano (Provincia di Roma), il santo viene festeggiato il 16 agosto con solenne processione per le vie del paese e festeggiamenti in suo onore. Caratteristica l'asta di san Rocco durante la quale tramite asta pubblica nella piazza del paese si designa il "santaro", ovvero chi terrà in casa propria la statua del santo e si occuperà di organizzare i festeggiamenti per quell'anno. Il libro dell'asta di san Rocco contiene il verbale di tutte le aste, da più di un secolo, quando per aggiudicarsi il santo si offrivano galline o conigli.
- Cinquefrondi (RC), si festeggia san Rocco la seconda domenica di settembre, con una lunga processione. Nella stessa chiesa si conserva una preziosa statua lignea di san Rocco, scolpita nel 1776 dal serrese Antonio Regio. Tipica di Cinquefrondi (e sconosciuta altrove) è la tradizione diffusa tra gli adolescenti del paese di realizzare qualche giorno prima della festa, delle costruzioni in legno e sterpi, chiamate "deserti", con cui si rappresentano scene della vita del santo.
- Cisterna di Latina (LT), il santo viene festeggiato sia il 16 agosto che il 10 marzo, data in cui nel 1725 venne proclamato patrono della città, liberata - per sua intercessione - da un'epidemia.
- Cittanova (RC), festeggiamenti nei giorni di sabato e domenica della terza settimana di settembre e il lunedì seguente con fiera e processione; fuochi artificiali il lunedì. Anticamente si svolgeva negli stessi giorni la fiera del bestiame.
- Chieri (TO), la domenica delle Palme, con avvio dalla chiesa della Confraternita dei Santi Bernardino e Rocco (quest'ultimo di Patronato del Comune, gestito dalla Confraternita): benedizione della campagna, Rogazione con preghiere contro le malattie del bestiame e le catastrofi naturali. Nella domenica di settembre nella cui settimana cade il 16 del mese, poi, festa di san Rocco, protettore degli invalidi, dei carcerati, dei migranti, ecc., in collaborazione con la locale comunità degli emigrati lucani che ripetono in Piemonte quel che accade a Tolve, dove il santo è celebrato appunto il 16 agosto e la cui festa viene ripetuta quindi un mese dopo.
- Conversano (BA), 15, 16 e 17 agosto festa di san Rocco con cavalcata e corteo storico per le vie della città. Ricostruzione storica in abiti d'epoca, dalla tradizione medievale al primo Rinascimento a cura dell'associazione culturale I Collegia Archiviato il 20 agosto 2009 in Internet Archive.; programma religioso del Comitato festa san Rocco.
- Costa Valle Imagna (BG), 16 agosto processione, fuochi artificiali, balli nella piazza del comune.
- Crusinallo di Omegna (VB), una piccola chiesa edificata nel 1610-1620 sorge su una altura al centro del paese dove nel XIII secolo vi era un'antica torre medievale (il vecchio castello dei conti di Crusinallo). La celebrazione si tiene il 16 agosto di ogni anno.
- Curti (CE), la 3ª domenica di settembre, processione di san Rocco e san Michele patroni e protettori della città. Famosi i fuochi d'artificio che hanno luogo durante la processione. Rinomati sono i concerti bandistici e la Sagra Pirotecnica di "Terra Di Lavoro" la sera del 3º lunedì/martedì di settembre.
- Cusano Mutri (BN), la domenica successiva al 16 agosto processione con la statua di san Rocco. In serata in piazza Lago spettacolo musicale e la tradizionale pasta fatta a mano (tagliolini) con i fagioli. Il giorno successivo, dopo la celebrazione eucaristica, pane benedetto offerto ai devoti.
- Deliceto (FG), 16 agosto processione per le vie del paese con partenza dall'omonima chiesa parrocchiale, fuochi artificiali, festa in piazza.
- Dogliola (CH), 16 agosto processione, fuochi artificiali, concerto bandistico.
- Duronia (CB), 16 agosto processione, fuochi artificiali, danze popolari, concerto bandistico.
- Falciano del Massico (CE) 15, 16, 17, 18 festa patronale in onore di san Rocco con processione per le vie del paese musica e fuochi d'artificio.
- Foglianise (BN), 16 agosto festa del Grano - processione dei "carri di grano", riproduzioni in miniatura di monumenti famosi, realizzati con steli di grano intrecciati.
- Fossatillo di Cagnano Amiterno (AQ).
- Frigento (AV), 16 agosto - Festa in onore di san Rocco con processione per le vie del paese della statua del santo preceduta dai "mezzetti"(contenitori cilindrici di legno, pieni di grano ed ornati con spighe di grano intrecciate, decorazioni artistiche in paglia e fiori); in coincidenza "festa del Grano" e tirata dei "carri" allestiti dai cittadini delle varie "contrade" del paese.
- Gagliano del Capo (LE), alcuni giorni dopo il 16 agosto, solenne processione in onore del patrono della città, seguita dalla celebrazione della messa nella piazza dedicata al santo e festeggiamenti civili con le tradizionali luminarie e le bande musicali. La festa si conclude con uno spettacolo di fuochi pirotecnici
- Gaiarine (TV), 16 agosto, festa patronale e il giorno dopo spettacolo pirotecnico in onore del santo.
- Galati Mamertino (ME), 23 e 24 agosto, festa di san Rocco, il 25 e il 26 agosto il santo viene portato in processione (il 25 la processione è a passo lento, tre passi in avanti due indietro) insieme a San Giacomo (protettore del Paese) e al Crocefisso nella tradizionale Festa dei Tre Santi.
- Gambara (BS), 16 agosto, incanto di san Rocco, tradizionale asta di animali e generi alimentari e non, il cui ricavato è devoluto in beneficenza. Sin dal 1844.
- Gaon di Caprino Veronese (VR), 16 agosto, celebrazioni in onore di san Rocco e tradizionale processione con la statua del santo per le vie della contrada. La chiesetta a lui dedicata risale al 1656. Festa popolare.
- Gavignano (RM), 16 agosto, festa patronale.
- Gerocarne (VV), 16 agosto, alla fine della messa delle ore 7, parte la processione che giunge nella piccola chiesetta in campagna dove si dice che san Rocco si sia fermato a pregare. Seguono preghiere da parte di fedeli e pellegrini. Ritorno in serata nella chiesa dove risiede il santo. Seguono altre 3 giornate di festa il venerdì, sabato e domenica successivi - domenica processione solenne e in serata fuochi d'artificio.
- Gesualdo (AV), penultima domenica di agosto: concerto bandistico, sante messe nella Chiesa di Maria SS. Addolorata, processione, fuochi pirotecnici, spettacolo serale in Piazza Umberto I.
- Grisolia (provincia di Cosenza), 16 agosto processione, festa paesana e spettacolo pirotecnico. Il 15 e 16 agosto di ogni anno a Grisolia si festeggia la festa patronale di san Rocco. La processione attraversa le vie di tutto il paese dove delle donne (spesso a piedi nudi), seguono il santo portando in testa le famose caggie, stecche di legno bucate dove si infilano le candele e decorate con nastri e fiori variopinti. Mentre la processione attraversa il paese, dai balconi si possono ammirare molte coperte con l'effigie del santo, appese per essere benedette. Così mentre san Rocco è in processione le donne cantano delle canzoni votive al santo, di singolare effetto, accompagnate dalla banda musicale. Al ritorno di san Rocco al santuario le donne che portavano le caggie tolgono le candele e le offrono al santo miracoloso.
- Ghedi (BS), 16 agosto, messa presso il santuario e la domenica sagra del paese organizzata dalla locale proloco.
- Gioiosa Ionica (RC) Si festeggia tre volte l'anno, il 27 gennaio, in ricorrenza del miracolo; il 16 agosto, senza processione, e l'ultima domenica di agosto con grande flusso di ogni luogo, e proprio quest'ultima è molto conosciuta per il ritmo incessante dei tamburi che si trascina con sé persone di ogni età con il ballo votivo, espressione di voto del popolo di Gioiosa, in tutto il percorso della processione che si svolge nell'arco della giornata, cioè dal mattino sino a sera, con l'invocazione di "Viva san Rocco!!!".
- Giurdignano (LE), 16 agosto processione, fuochi artificiali, concerto bandistico; 17 agosto festa popolare, concerto bandistico.
- Girifalco (CZ), solenne festa patronale il 16 agosto e processione durante la quale viene portata la cinquecentesca statua del santo nelle vie della cittadina.
- Grotte (AG), festeggiamenti dal 1 al 17 agosto con celebrazioni, processioni, ed attività collaterali varie quali proiezioni cinematografiche, degustazione di prodotti tipici siciliani, benedizione animali e giostra di cavalli*Grottole (MT), festa patronale il 16 agosto e processione durante la quale viene portata la statua del santo per tutto il paese. La processione avviene in 3 separati momenti, il mattino la statua del santo viene portata dalla Sua chiesa alla chiesa Madre e alla sera fa ritorno alla Sua chiesa. Poco prima della mezzanotte un'altra statua del santo, detta San Rocco sul "Triunfo" viene portata dalla chiesa omonima a quella di San Pietro (o del purgatorio) a chiusura delle feste religiose.
- Guarene (CN), processione il 16 agosto con benedizione di animali e macchine (agricole e non), e distribuzione del caritùn, il pane della carità di S. Rocco.Comune di Guarene
- Irsina (provincia di Matera) Il santo è ricordato già nella notte del 15 e 16 agosto; alcuni devoti si organizzano per allestire i “Sant'Rocch”. Che sono piccole cappelle erette all'aperto negli androni delle porte di casa, allestite con grande sfarzo di lenzuola, pizzi, ricami e altra biancheria scelta tra quella più fine e più ricamata. Il tutto è arricchito con immagini sacre e vasi di profumato basilico. La domenica successiva al 16 agosto festa in onore del santo con processione per le vie del vecchio e nuovo abitato.
- Isorella (BS), il 16 agosto, festa patronale e processione.
- Ispani (SA), il 16 agosto, festa patronale con messa solenne e processione per tutto il paese.
- Laurenzana (PZ), 16 agosto: processione e festa nel sagrato antistante la chiesa di San Giorgio dove è conservata la statua del santo.
- Lauro(AV), festa patronale l'ultima domenica di agosto.
- Leffe (BG), il 16 agosto, festa patronale, processione con spettacolo pirotecnico.
- Lettomanoppello (Pe): si festeggia il martedì seguente la prima domenica di ottobre. Durante il mese che precede la festa ogni contrada del paese questua, tra i residenti nella stessa contrada e tra gli amici e parenti delle altre contrade, piccole somme di denaro che, messe insieme, serviranno a realizzare canestri e ceste pieni di ogni ben di Dio (salumi, prosciutti, formaggi, olio, vino, dolci, ecc. ma anche animali da cortile vivi come oche, conigli, agnelli, ecc.), ossia a realizzare degli "omaggi" al santo (in dialetto lu maje e li majtilli). Durante la mattina della festa il comitato organizzatore accompagnato dalla banda musicale fa il giro del paese per prelevare gli "omaggi" realizzati (di norma 50/60 canestri più animali vivi) e li raduna all'ingresso del paese dove vengono messi all'asta. Il ricavato dell'asta serve per pagare l'organizzazione delle feste patronali: infatti si dice tra il popolo che «san Rocco si paga la propria festa e quella degli altri» (santi che si festeggiano nei 3 giorni precedenti: sant'Emidio, san Nicola di Bari e la Madonna di Costantinopoli).
- Locorotondo (BA), Festa Patronale nei giorni 14, 15, 16 e 17 agosto con storica gara pirotecnica sulla Valle d'Itria. La festa del santo inizia dal 6 agosto con la novena e termina il 17 agosto. In questi giorni sono presenti le luminarie, i concerti bandistici, i fuochi pirotecnici, le fiere di varie merci, mentre in chiesa le messe a seguire le processioni solenni con il simulacro di san Rocco per le vie cittadine. Dopo la processione serale di gala del 16 agosto con la partecipazioni delle autorità civili e militari, in piazza, vengono consegnate le chiavi della città da parte del sindaco al santo patrono. La festa dedicata a san Rocco a Locorotondo è la festa più grande in Puglia dedicata al santo pellegrino.
- Noci (BA), festa patronale il primo fine settimana di settembre (sabato, domenica e lunedì) con sagra pirotecnica la domenica sera e concerti bandistici.
- Maierato (VV), dal 1 al 15 agosto quindicina in onore di san Rocco, 16 agosto a seguito delle solenni celebrazioni vi è la processione per le vie del paese, con musica serale in piazza e spettacolo pirotecnico. 3 settembre festa della "Commemorazione del Miracolo" prodigio avvenuto il 1897, dalla piaga della statua di san Rocco si è visto uscire del liquido giallognolo.
- Manerbio (Brescia), festa organizzata dalla sesta diaconia in onore di san Rocco con la recita del rosario nei giorni 14 e 15 agosto e messa solenne con il bacio della reliquia la sera del 16 agosto.
- Marigliano (NA), festa patronale il 16 agosto con la caratteristica processione lungo il perimetro delle antiche mura della città dove, secondo la leggenda, furono allestiti i lazzaretti durante la terribile epidemia di peste del 1656.
- Marsicovetere (PZ), il 16 agosto: a seguito delle solenni celebrazioni vi è la processione per il paese con festa serale.
- Melicucco (RC) Festeggiamenti dal 13 fino al 16 agosto, con solenne processione per le vie cittadine e fuochi d'artificio.
- Marina di Grosseto (GR), il 16 agosto la frazione marittima di Grosseto festeggia il suo patrono. Durante l'intera giornata in chiesa si susseguono varie messe in onore del santo. In serata ha luogo il Solenne Pontificale seguito dalla processione in onore del santo pellegrino. La giornata di festa è conclusa da spettacolari fuochi pirotecnici nel porto.
- Modugno (BA), ultimo venerdì, sabato e domenica di settembre festa patronale con processione, fuochi artificiali e concerti bandistici in piazza. Tradizione vuole che giorni prima dell'uscita del Santo in processione, si tenga un'asta pubblica a scopo devozionale: chi si aggiudica l'asta, può portare il Santo in spalla.
- Morra De Sanctis (AV) si festeggia il 23 agosto con una processione seguita da molti botti, è anche la festa patronale.
- Mola di Bari (Bari) È una delle feste religiose più importanti del paese. Consiste in due giorni di Festa, preceduti da una novena, in cui la statua del Santo, molto cara ai molesi, viene portata in processione in entrambe le giornate. Il simulacro, venerato nella Chiesa Matrice di Mola è, per tradizione, portato a spalla dai contadini molesi. L'intera manifestazione è organizzata dalla centenaria Confraternita omonima che, pur essendo la più giovane congregazione molese, porta avanti con molta devozione e impegno la tradizione di San Rocco a Mola. La processione è caratterizzata dalla presenza numerosa di altarini votivi, di fuochi pirotecnici e festeggiamenti civili
- Montaquila (Isernia) I festeggiamenti in onore del santo iniziano il 4 agosto in località Monte Chiano presso le "Mura di San Rocco" con la Via Crucis al monte Santa Croce. A seguire inizio della veglia notturna di preghiera. Il giorno 5 agosto nella mattinata pellegrinaggio a piedi alla Madonna del Morzone di Selvone e rientro per il pranzo. Alle 16,00 accoglienza dei pellegrini a piedi provenienti da Montaquila con il bacio della croce. Alle 17,00 messa e partenza in processione per Montaquila inneggiando al santo con antichi canti popolari accompagnati da zampogne e ciaramelle. Arrivo in paese accolti da migliaia di persone, sia del posto che da zone limitrofe, con fuochi artificiali. Inizio della novena all'Assunta ed a san Rocco che si protrae fino al 14 agosto per poi dare inizio ai festeggiamenti solenni in loro onore.
- Montecalvello, piccolo borgo a 5 km da Grotte Santo Stefano in provincia di Viterbo, è significativa la piccola chiesa dedicata a san Rocco, proprio perché costruita lungo la strada che i pellegrini percorrevano per giungere a Roma attraverso il Tevere. All'interno di questa piccola chiesa dove è raffigurato san Rocco, i pellegrini si fermavano per venerarlo e spesso lasciavano traccia del loro passaggio scrivendo brevi graffiti sui muri.
- Montelongo (CB), 16 agosto corsa di cavalli, processione, sagre, balli e musica in piazza.
- Montemarcone Alto, frazione di Avigliano, (PZ) I festeggiamenti in onore di san Rocco iniziano la sera del 15 agosto con la celebrazione della santa messa. Il giorno 16 la processione parte dalla chiesa del paese e attraversando le frazioni limitrofe di Sassano e Montemarcone Basso torna alla chiesa per un percorso totale di 5,6 km (abbandonato ormai da qualche anno il percorso che prevedeva l'inizio della processione la sera del 15 agosto dopo la santa messa, con sosta alla chiesa di Montemarcone Basso e la ripresa della stessa la mattina del 16 agosto fino alla chiesa di Montemarcone Alto). Segue la santa messa, i giochi tradizionali in piazza accompagnati dalla musica bandistica, gli spettacoli musicali e i fuochi pirotecnici che concludono la serata. In questo periodo fanno ritorno nel paese molti emigranti partiti per il nord Italia per onorare la festa del santo patrono, tanto da far raddoppiare il numero di abitanti. Le onoranze si concludono definitivamente la sera del 16 settembre con la celebrazione della santa messa. La festività di san Rocco coinvolge oltre alla frazione di Montemarcone Alto, in cui risiede il santo, le frazioni di Sassano, Montemarcone Alto, Lacciola e Carpini, quest'ultima appartenente addirittura ad un altro comune, quello di Filiano. Particolarmente riuscita la festività in onore del santo nell'anno 2011, che ha avuto come comitato due ragazzi particolarmente devoti al santo e alla festa.
- Montemurro (PZ), il 16, 17, 18 agosto con processione, fuochi artificiali e musica in piazza Santa Maria. In questa località il santo è venerato non come patrono ma come protettore, a seguito della liberazione da una pestilenza seguita alla sua invocazione e alle preghiere a lui rivolte dalla popolazione del tempo.
- Montescaglioso (MT), è una delle feste patronali più sentite in Basilicata, il suo giorno clow è il 20 di Agosto. La mattina, dalla Chiesa Madre, si snoda la processione tradizionale che tocca i punti più suggestivi del centro storico fino ai rioni nuovi, concludendosi sempre nella Chiesa Madre, nelle prime ore pomeridiane. In serata dal convento dei Cappuccini, la statua di San Rocco "del carro" viene trainata da 7 maestosi cavalli che tirano lo splendido carro Trionfale, percorrendo uno storico tracciato rimasto immutato negli anni fino a riportarla nella sua chiesa in Piazza Roma. In nottata partono i classici fuochi d'artificio, al termine dell'esibizione delle migliori bande musicali da giro in cassarmonica.
- Mormanno (CS), l'ultima domenica di agosto, si tiene una solenne processione. Durante la processione per rendere onore al santo, donne devote vestite tradizionalmente portavano sul capo le "cinte", grandi cesti di ceri e ghirlande. Resiste tuttora l'usanza di portare il grano in sacrestia in segno di ringraziamento per l'ottimo raccolto. La festa segue con musiche e balli in località villa s.rocco, villa che circonda la chiesa in onore del santo.
- Motta d'Affermo (ME), La festa prende il via con la Novena composta da preghiere tradizionali e dalla celebrazione della S. messa dal 7 al 15 agosto nella chiesa di San Rocco. La sera del 15 agosto dopo la processione in onore della Vergine SS. si svolgono solennemente i primi Vespri. Il 16 agosto, solennità liturgica, si inizia molto presto alle ore 6.30 quando si svolge la "santa messa del pellegrino" al termine della quale vengono distribuiti i panini benedetti. In mattinata ha luogo la "processione dei miracoli" con la reliquia del santo e i fedeli che recano in dono grandi torce votive (i cosiddetti miraculi) oppure altre offerte in oro o denaro. Alle 11 nella chiesa di San Rocco si concelebra la S. messa solenne. Nel pomeriggio per le vie della cittadina si snoda la "cavalcata storica", una sfilata di cavalli preceduta da uno stendardo con le offerte dei cavalieri che si conclude in piazza con la recita di un poema dialettale. In serata dopo la S. messa vespertina è il momento della processione serale con l'imponente fercolo (vara) del santo addobbata con oro, ex voto ed offerte in denaro, molto partecipata dai cittadini, dagli emigranti e dagli abitanti dei paesi vicini. Spettacolare è durante questa manifestazione la corsa della vara nella ripida via San Carlo resa possibile da una vera e propria catena umana. La giornata si conclude con concerti o spettacoli e gli immancabili fuochi d'artificio, attesi da tutti. È una festa da vedere ma soprattutto da vivere.
- Motta San Giovanni (RC), si festeggia il 17 agosto per esigenze di paese, si tiene una lunga processione fino a Rione Suso (la parte più alta della città), in seguito si effettuano piccoli giochi di fuoco, tarantelle e si conclude con un banchetto a offerta libera.
- Mozzanella (LU), festa patronale il 16 di agosto con tradizionale processione lungo le vie del borgo. Ogni tre anni processione solenne con la statua del santo, in orario serale e luminara. In occasione della festa vengono preparati secondo tradizione dei panini di piccole dimensioni (detti i panini di san Rocco) che vengono distribuiti durante la giornata e nei giorni successivi.
- Mozzagrogna (Provincia di Chieti). Festa patronale il 16 agosto. La statua del santo è molto antica (1500) e particolare perché è una delle poche effigi con l'Angelo. Prima della processione vengono attaccati sulla statua di san Rocco antichi gioielli ed ex voto, testimonianza dell'Arte orafa abruzzese. Il giorno dopo viene fatta una messa di ringraziamento e si ricolloca la statua di S.Rocco nella sua Nicchia.
- Noci (BA), festa patronale ogni anno, la prima domenica di settembre con sagra pirotecnica.
- Noicattaro (BA), seconda festa più importante del paese, dopo quella del Carmine. La festa è molto caratteristica perché vengono fatte sfilare in processione ben due simulacri; il primo simulacro è fatto in cartapesta e viene posizionato su un grande altare in Piazza Umberto I e resta per tutti i tre giorni della festa in esposizione ai fedeli; mentre il secondo simulacro è in argento e viene accompagnato in processione per le vie del paese da un'innumerevole schiera di fedeli.I pellegrini accompagnano il santo portando in mano un cero molto pesante che, al termine della processione, lasceranno ai piedi della statua.
- Ortì (RC),
- Olevano Romano (provincia di Roma): processione di san Rocco la sera del 15 agosto, vigilia della festa.
- Olivadi (CZ): tre giorni di festa per venerare san Rocco, con grande partecipazione degli emigranti, che organizzano le ferie per trovarsi alla festa: il 17 agosto, dedicato alla musica popolare, con balli e gare tradizionali. Il 18 e il 19 dedicati alla musica lirica e sinfonica per banda (da una quindicina di anni si avvicendano le migliori bande che offre la piazza, che attirano appassionati anche da lontano). Il 18 un meraviglioso spettacolo pirotecnico conclude la serata. Il 19, al mattino, durante la S. messa, offerta dei tradizionali "pupuna", dolci ex voto, con la forma delle membra del corpo, per la cui guarigione il santo ha ottenuto la grazia. Al pomeriggio si svolge la processione per le vie del paese con la statua del santo. Alla fine c'è l'incanto dei pupuna.
- Olevano di Lomellina (PV), 16 agosto processione con l'immagine del santo e il caratteristico Incanto, cioè un'asta di prodotti tipici a favore delle spese della chiesa, gare tradizionali, musiche e balli fino a tarda notte.
- Ospedaletto d'Alpinolo (AV), solenni festeggiamenti il 16, 18, 19 e 21 agosto con processione per le vie del paese, musiche, concerti, fuochi piroecnici e degustazione prodotti tipici.
- Palazzo San Gervasio (PZ), il 16 agosto processione per le vie cittadine con la statua del santo e quella della Madonna di Francavilla, in serata esibizione della banda cittadina, sagre, musiche e concerti nei giorni successivi. I festeggiamenti si chiudono con uno spettacolo pirotecnico.
- Palmi (RC):

La festa di san Rocco svolta a Palmi, viene celebrata annualmente il 16 agosto. È la festa annuale più importante della città, e richiama migliaia di fedeli da tutti i centri vicini oltre a fare registrare il ritorno a casa, nei giorni dell'evento, di molti emigrati da tutto il mondo. La festa, censita quale "patrimonio immateriale" delle regioni d'Italia dall'Istituto centrale per la demoetnoantropologia, è rinomata anche per il corteo degli Spinati che, negli anni passati, ha fatto registrare documentari per programmi tv quali Unomattina (Rai Uno) nel 2009 o Gentes (Rete 4) nel 2004. Gli spinati sono fedeli che, per grazia ricevuta, seguono la processione della statua del santo per le vie cittadine indossando a torso nudo una cappa di spine chiamata spalas. Nei tre giorni della festa, le vie cittadine allietate dalla "sfilata dei Giganti" e dalle luminarie mentre la sera del 16 agosto viene conclusa, dopo la processione che dura circa 5 ore con un percorso lungo 7 km, da un concerto e da due spettacoli pirotecnici.
- Palo del Colle (provincia di Bari):la domenica successiva al 16 agosto processione insieme ai s.s. Cosma e Damiano, noti come i santi Medici, fuochi artificiali, concerto bandistico.
- Pazzano (RC), prima domenica di settembre festa di san Rocco. La festa inizia il venerdì con l'esposizione della statua del santo con la tradizionale benedizione dei pani. Domenica mattina solenne e trionfale processione al boschetto partecipata da numerosi pellegrini dei paesi limitrofi.
- Piana di Monte Verna (CE), terza domenica di agosto festa di san Rocco. Solenne processione per le vie del paese. Spettacoli e fuochi d'artificio.
- Pietramelara (CE) 16 agosto festa patronale in onore di san Rocco, con fortissima partecipazione e devozione popolare, con processione per le vie del paese, musica bandistica e fuochi d'artificio. La festività del santo è associata a quella, parimenti avvertita e partecipata, della Beatissima Vergine Maria Assunta, celebrata il 15 agosto.
- Pisticci (MT Arcidiocesi di Matera-Irsina), 16 agosto festa patronale e palio per il mantello di san Rocco. Si tratta della processione più lunga d'Italia, che dura ben dodici ore. La statua è scortata dai Cavalieri di San Rocco, da autorità civili e religiose e con una grande partecipazione di fedeli. La festa si conclude il giorno dopo con sfilata finale del carro, spettacolo e fuochi d'artificio.

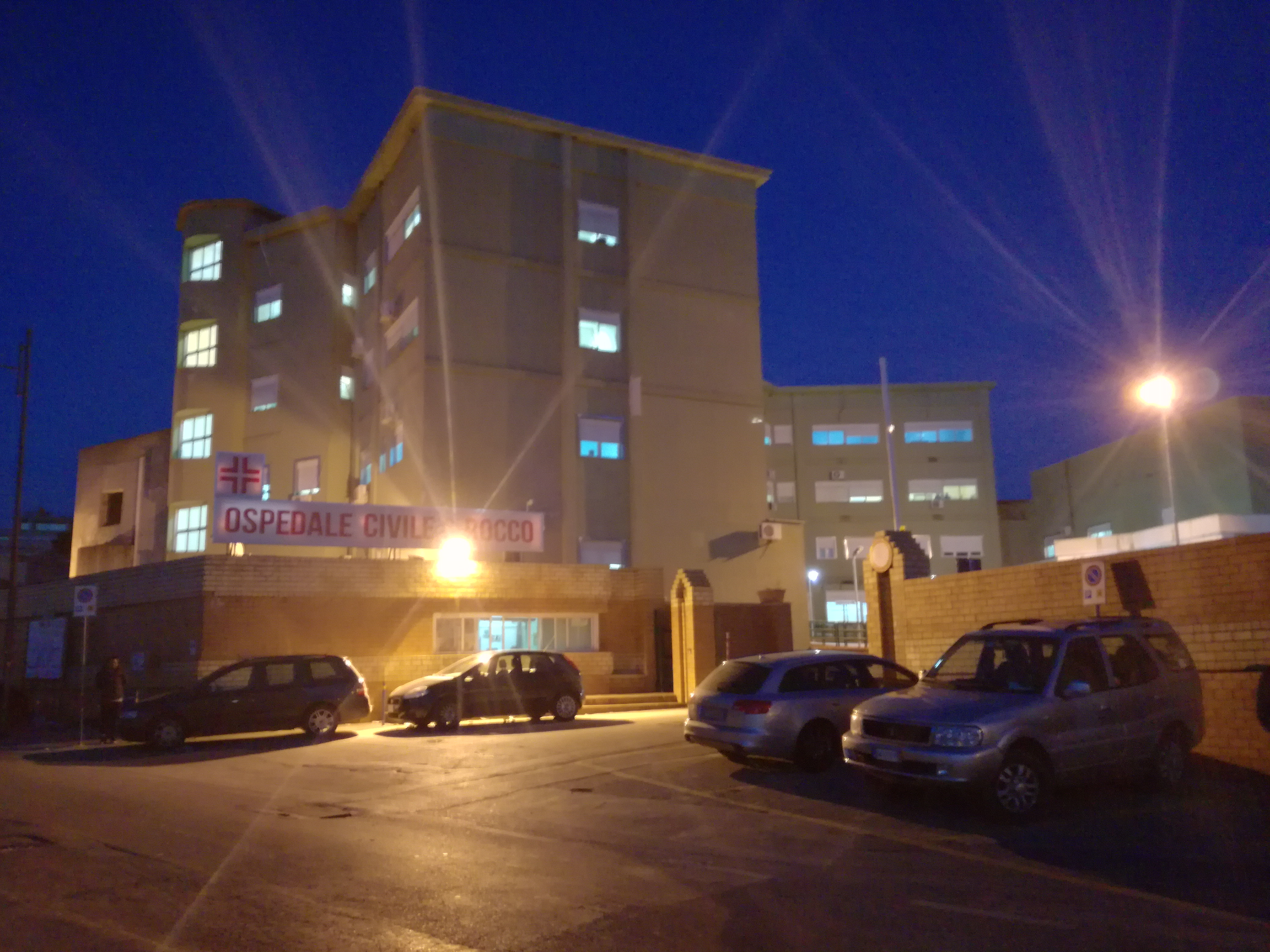
L'ospedale "San Rocco" di Sessa Aurunca, dedicato al santo

- Ponte, frazione di Sessa Aurunca (CE), il 16 agosto di ogni anno si svolge la tradizionale processione della reliquia e della statua del santo seguita dalla congrega e dai devoti.
- Pozzi, frazione di Seravezza, il 16 agosto si svolge la processione. Nel corso della settimana vi è poi la tradizionale sagra e numerosi altri eventi e festività.
- Porlezza (CO) - Arcidiocesi di Milano, 16 agosto, festa compatronale definita anche "Festa dei tre Piviali". Essendo festa di tutto il paese si onora il santo salendo verso la chiesa in piviale bianco, poi si scende dalla medesima per recarsi processionalmente al cimitero ove segue la benedizione dei sepolcri e qui il prevosto indossa il piviale viola, terminato il rito ci si reca sempre processionalmente verso la chiesa prepositurale di San Vittore m. per la solenne benedizione eucaristica impartita dal Prevosto che veste il piviale rosso (colore eucaristico per il rito ambrosiano vigente in loco).
- Ravellino, frazione di Colle Brianza (LC) - Arcidiocesi di Milano, 16 agosto, festa patronale con processione per le vie del piccolo borgo con la statua del santo e benedizione solenne dei "panini di San Rocco".
- Rende (CS), Seconda domenica di Settembre, nella piccola chiesetta dedicata a San Rocco nella contrada Rocchi di Arcavacata, si venera una statua del santo che viene portata in processione in questo giorno dell’anno per le vie della contrada. La festa è accompagnata da celebrazioni solenni, musica, balli e duochi pirotecnici.
- Rocca d'Evandro (CE), 16 agosto festa patronale, processione per le vie del paese, fuochi artificiali, spettacoli musicali. Si festeggia anche l'8 maggio, giorno del prodigioso miracolo avvenuto nel 1707 a Rocca d'Evandro.[3]
- Roccamontepiano (CH), 16 agosto festa patronale con processione e sfilata di conche. Vi partecipano pellegrini da tutto l'Abruzzo che onorano il santo visitando il santuario e la grotta di San Rocco. È tradizione acquistare un boccaletto in ceramica con l'immagine del santo per bere in grotta.
- Roccanova (PZ), 16 agosto festa patronale, processione per le vie del paese, fuochi artificiali, spettacoli musicali, lancio della Mongolfiera in onore di san Rocco.
- Roccasecca (FR), 16 agosto festa patronale, processione per le vie del paese, fuochi artificiali, spettacoli musicali,
- Rocca Sigillina, frazione di Massa, 16 agosto processione del patrono a piedi nel paese tra le montagne prossime a Pontremoli con la bella statua lignea.
- Roiate(provincia di Roma): processione il 16 agosto per i vicoli del centro storico con il quadro del santo.
- Rovato (BS), 15 e 16 agosto festa patronale nel quartiere di San Rocco con mostre, cibo e balli.
- Ruvo di Puglia, Bari, 16 agosto, processione del simulacro in argento, opera dello scultore Sanmartino di scuola napoletana del 1793.
- San Giorgio a Liri (FR), 16 agosto festa patronale, processione per le vie del paese, fuochi artificiali, spettacoli musicali.
- San Cassiano (provincia di Lecce), il 18 agosto solenne processione per le vie del paese, il 19 grandiosa festa patronale con caratteristiche luminarie, il 19 agosto giornata dedicata ai concerti di famosi cantautori
- San Cesario di Lecce (LE), il 16 agosto si svolge la tradizionale processione in onore del Santo, animata dalla Confraternita, cui segue un momento di festa nei pressi della settecentesca chiesa di san Rocco.
- San Felice Circeo (LT), il 16 Agosto si festeggia il compatrono del paese con una solenne processione a mezzogiorno, percorsa da moltissimi fedeli a piedi scalzi con ceri votivi, che percorre le vie del borgo storico fino a raggiungere la contrada intitolata a San Rocco dove è conservata una piccola statua del Santo. Solo in occasione della processione viene esposta nell'edicola votiva anche una tela rappresentante la statua di San Rocco venerata nella Chiesa Madre di San Felice Martire. Partecipano tutte le confraternite in abiti tradizionali con i relativi gonfaloni. In serata seguono spettacoli musicali con noti cantautori e fuochi artificiali sul mare del Circeo.
- San Severo (FG), 16 agosto processione, fuochi artificiali, spettacoli musicali.
- Sant'Ambrogio di Valpolicella (VR), festa del quartiere "Borgo" con cena e musica.
- Sant'Agnello (NA), festa rionale e processione in onore del santo presso il borgo di Maiano.
- Santa Caterina dello Ionio (CZ), 16 agosto processione a piedi scalzi fra le vie e i vicoli del centro storico.
- Saragnano (SA), la Domenica successiva al 16 agosto, i simulacri di san Rocco e san Giuseppe sono portati in processione per le strade della parrocchia.
- Sarmato (PC), 16 agosto, festa patronale.
- Sassetta (LI) il 16 agosto si svolge per le vie del paese la tradizionale processione. Il giorno successivo (17 agosto) si svolgeva in passato la tradizionale Fiera del bestiame, per una "tre giorni" di festeggiamenti, definita "Ferragosto, san Rocco e la Fiera".
- Satriano di Lucania (PZ):

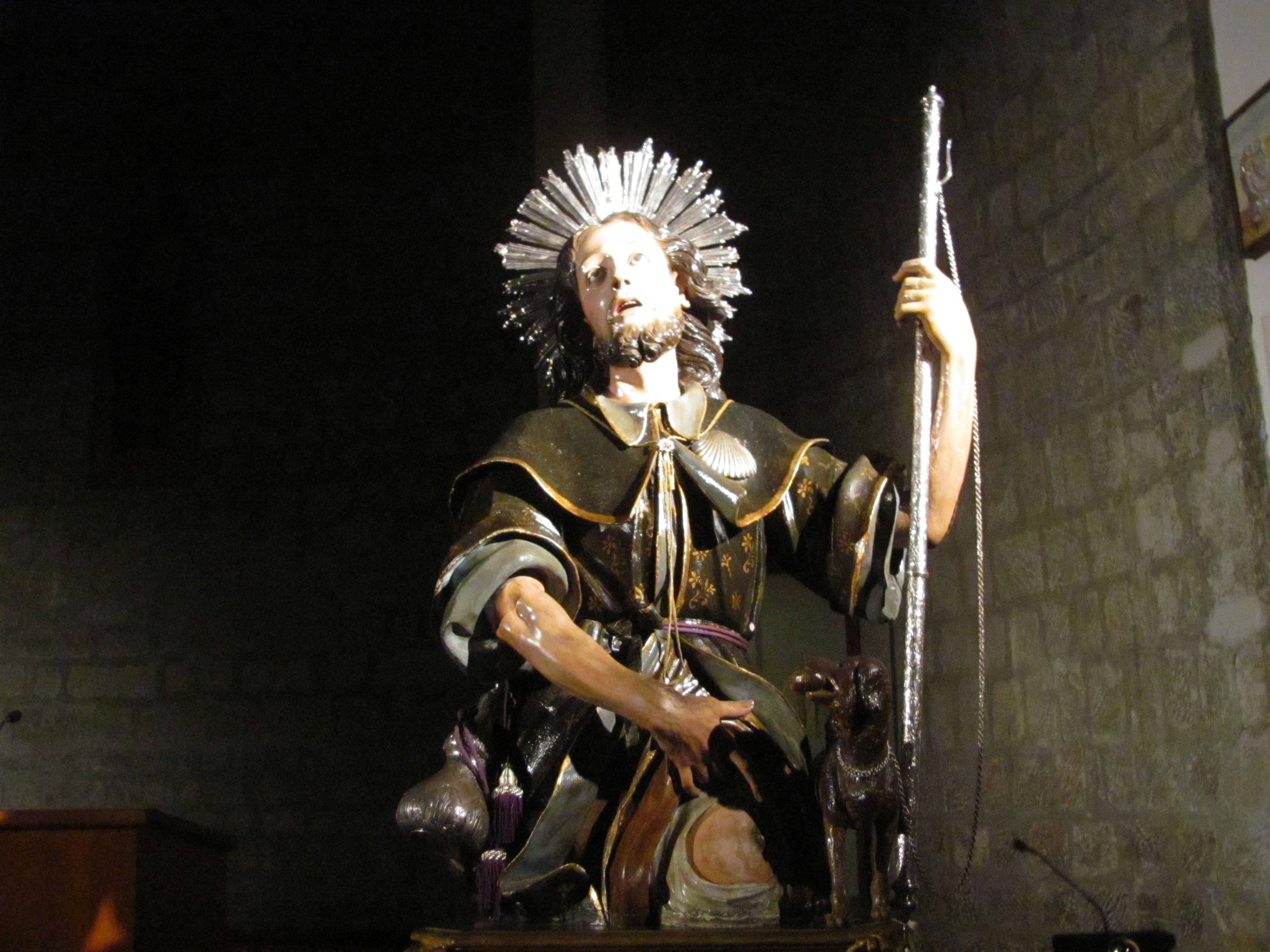
Statua di San Rocco all'interno della chiesa madre di Satriano di Lucania

Di interesse nazionale è la festa che si tiene il 16 agosto a Satriano di Lucania, giorno in cui il paese diventa un vero e proprio focolaio di passione per pellegrini e fedeli e di divertimento per i turisti e le migliaia di avventurieri. Satriano è da sempre stata protagonista di una celebrazione autentica in ogni suo dettaglio, ne è a dimostrazione la lunga attesa e propaganda che avviene già settimane prima dal giorno della ricorrenza. La festa si articola in tre momenti principali: la mattina si svolge la processione con l'uscita del Santo patrono dalla chiesa, la sfilata e i fuochi pirotecnici. La cavalcata pomeridiana e preparazione per la manifestazione civile e infine la gremita festa serale quando il borgo si riempie per divertirsi e dare gli ultimi saluti al santo, in attesa dei fuochi artificiali.
- Scaparoni, frazione di Alba (CN) 16 agosto festa patronale. la chiesa parrocchiale è dedicata al Santo, esiste poi un pilone votivo con una quercia centenaria, dove si narra che il Santo abbia sostato.
- Scanzano di Sante Marie (AQ), 16 agosto, festa patronale con processione per il paese.

- Scilla (RC), sabato e domenica successivi al 16 agosto festa patronale con processioni. La domenica sera, grandi spettacoli pirotecnici di U Triunfinu, in piazza San Rocco, e dei "fuochi di mezzanotte", nella spiaggia di Marina Grande.
- Senise (PZ), solenni festeggiamenti in onore del santo, della durata di 4 giorni (14 - 15 - 16 - 17 agosto) per tutto il centro abitato, con processioni per la parte alta e bassa del centro abitato. Il centro storico si anima di tantissime feste e sagre di prodotti tipici senisesi e lucani. In questo periodo fanno ritorno nel paese molti emigranti partiti per il nord Italia per onorare la festa del patrono, tanto da far raddoppiare il numero di abitanti. Come tradizione fuochi pirotecnici al termine delle celebrazioni religiose e civili.
- Siano (SA), 16 agosto solenne processione in onore del santo, con la statua rivestita dei monili donati dai devoti nel corso dei secoli e accompagnata da tutti i simulacri dei santi venerati nell'omonima chiesa.
- Simbario (VV), La seconda domenica di agosto processione in onore di san Rocco, durante la quale vengono benedetti i vuti, tipici biscotti ( 'nzulli) che i fedeli donano al santo come oggetti votivi, con forma di figura o parte di figura umana, per richieste di grazie e guarigioni. Il sabato sera che precede la festa, in onore del santo si svolge una serata musicale che termina con maestosi fuochi artificiali. La devozione dei fedeli si manifesta in modo particolare lungo tutta la novena che precede la festa, durante la quale chi chiede o ha ricevuto grazie per intercessione si S. Rocco, indossando la "mantellina" tipica del santo (sanrocchino), chiede l'elemosina di porta in porta, donando poi quanto raccolto al "Comitato Festa". Tali fedeli vengono chiamati "pellegrini".
- Sora (FR), 16 agosto processione per le vie del centro storico e per l'omonimo antico rione San Rocco. È una ricorrenza molto sentita dalla cittadinanza che sfila portando dei grandi ceri per intercessione. Sebbene non sia il patrono del paese, che è invece santa Restituta, è probabilmente il culto a cui i sorani sono più devoti.[senza fonte]
- Stalettì (CZ), solenne novena dal 7 al 15 agosto. Il 15 agosto viene svelato il quadro raffigurante il santo. Il 16 agosto solenne processione del santo compatrono del paese con la statua e la reliquia. Durante i giorni si svolgono anche solenni festeggiamenti civili e fuochi artificiali.
- Stornara (FG), festeggiamenti in onore del patrono san Rocco 15, 16, 17 agosto con solenne processione, fuochi pirotecnici e spettacoli musicali e concerti in piazza. San Rocco viene portato in processione la sera del 16 agosto su di un maestoso carro trionfale trainato da tantissimi devoti.
- Stelletanone di Laureana di Borrello (RC), la festa si svolge il 19 di agosto, giorno in cui si commemora il "miracolo della sudorazione" avvenuto la sera del 19 agosto 1821, quando poco prima della mezzanotte la Statua iniziò inspiegabilmente a sudare vero sudore umano. I festeggiamenti hanno inizio due giorni prima della festa, il 17 agosto quando a mezzogiorno al suono delle campane, dei tamburi e a seguito di 9 colpi di cannone la Chiesa di San Rocco si chiude per permettere agli incaricati di svolgere la delicata fase della vestizione dell'Oro ex-voto (pezzi d'oro quali anelli, collane, bracciali, orologi e quant'altro donati al Santo nel corso degli anni da devoti per chiedere grazie o per grazia ricevuta), nel pomeriggio poi la riapertura della Chiesa e in serata la processione al "Catafalco" nella piazza principale della frazione dove viene celebrata una Messa solenne che dà inizio ai festeggiamenti. Il clou dei festeggiamenti si ha proprio nella giornata del 19 agosto con una Solenne processione con la Statua del santo che viene portata per le vie di Stelletanone e a Laureana fino alla Chiesa del Carmine dove avviene il simbolico "saluto" del Santo alla Madonna del Carmine; al rientro della processione è suggestiva l'entrata in Chiesa del Santo con lo sparo di fuochi pirotecnici, cascate dei coriandoli e fontane di scintille. La sera all'approssimarsi della mezzanotte un maestoso spettacolo di fuochi pirotecnici chiude la giornata di festa. I festeggiamenti si chiudono poi ufficialmente il 23 di agosto con la risalita dell'Effige del Santo sull'altare a Lui dedicato e un incanto, cioè un'asta di oggetti di devozione, bestiame, piante e cibo offerti dai fedeli.
- Supino (FR), la prima domenica di settembre tradizionale processione con l'offerta da parte dei fedeli delle tipiche "ciambelle di san Rocco" e spettacolo pirotecnico finale.
- Surano (LE), il 14,15,16,17 agosto nel piccolo comune si festeggiano le feste patronali. Il 14 i santi martiri di Otranto Patroni del paese,alle 19:30 fiaccolata con l’urna per il paese, il 15 la beata vergine Assunta in cielo,alle 19:10 processione con il simulacro della vergine per il paese con la banda che rende allegra la festa è lo sparo pirotecnico al termine. Il 16 Agosto inizia la festa con lo spettacolo di bombe oscure alle 6:30 e a seguire la messa. Al termine della messa le due bande girano il paese in festa. Alle 19:10 dopo la messa, processione con il simulacro di San Rocco protettore del paese con banda. Al termine primo spettacolo pirotecnico e accensione delle luminarie. Quando la banda finisce di suonare alle 3:00 ultimo spettacolo pirotecnico delle feste. Il 17 agosto di solito la sera si chiamano dei gruppi musicali moderni o popolari e si fa la sagra di Surano che chiude le feste patronali. L’8 settembre si festeggia la Vergine delle grazie con processione alle 19:00 con banda e a seguire il 10 settembre si fa una messa di richiamo a San Rocco.

- Tenaglie di Montecchio (TR), 16 agosto. Dal 1408 suggestiva processione con la macchina del santo, portata a spalla dai facchini con i tipici abiti confraternitali (sacco, cingolo e mozzetta). È accompagnato da altri facchini con lanterne processionali antiche ed altre suppellettili processionali (croci, bastoni guida, stendardi, ecc.). La processione parte dalla chiesa parrocchiale all'interno del borgo medievale e arriva fino alla cappella di san Rocco, in una omonima località che porta il nome del taumaturgo. La cappella fu edificata dove sostò il santo. Al rientro della processione, il santo viene salutato da un fragoroso bombardamento aereo di mortaretti.
- Tolve (PZ). Tra i tanti paesi del Mezzogiorno d'Italia in cui il santo di Montpellier è venerato e festeggiato, un posto di rilievo va senza dubbio riconosciuto a Tolve, vista la lunga tradizione e la vivacità del culto per il santo che ogni anno richiama, nella duplice ricorrenza della festa, 16 agosto e 16 settembre, decine di migliaia di pellegrini da tutta la regione e dalle regioni vicine, come testimoniano le migliaia di ex voto conservati nella "Casa del Pellegrino", sede dell'associazione Amici del Pellegrino Archiviato il 2 ottobre 2009 in Internet Archive. i cui locali si trovano ai piedi della scalinata del santuario. In occasione della festa la statua viene ricoperta da un manto d'oro realizzato componendo i numerosissimi ex voto donati al santo per testimoniare il particolare legame di devozione e testimoniare le Sue virtù taumaturgiche.[4]
- Toro (CB), il 16 agosto convito di san Rocco che prevede la distribuzione, alle famiglie più povere del paese e non, di numerose pietanze tipicamente elaborate in occasione dell'evento.
- Torrepaduli di Ruffano (LE), 15-16 agosto: danza delle spade.
- Trebisacce (CS), 16 agosto processione a mare del santo sopra una paranza (peschereccio locale).
- Valenzano (BA), festa patronale 15-16-17 agosto con processione, con affidamento delle chiavi del paese al santo, della statua lignea rivestita d'argento e reliquiario con frammenti d'osso dell'avambraccio di san Rocco. Fuochi pirotecnici.
- Vallefiorita (CZ), festa patronale il 16 agosto con processione.
- Verbicaro (CS), tradizionalmente festa degli emigranti 18-19 agosto con processione e fuochi pirotecnici; a sera concerti musicali in piazza.
- Verzino (KR), festa patronale con processione e fuochi pirotecnici.
- Vico del Gargano (FG), 16-17-18 agosto festa con due processioni. una per le vie secondarie e del centro storico, l'altra per le vie principali; concerto e fuochi pirotecnici.
- Villa Santo Stefano (FR), festa patronale con processione e la tradizionale "Panarda" di san Rocco, che consiste in una tipica minestra a base di ceci. La festa si svolge in piazza Umberto I ove quattordici "Maestri di casa" con diciassette inservienti, pongono a mollo in trenta caldaie di rame cinque quintali di ceci, preparano i fuochi con legna di quercia. La festa inizia con la benedizione, a mezzogiorno, da parte dell'Arciprete della parrocchiale, alle 14 vengono accesi i fuochi ed inizia la cottura. A mezza cottura avviene il condimento: oltre cento litri di olio di oliva, sale, pepe e rosmarino.
- Villafranca d'Asti (AT), festa patronale in borgo San Rocco. Il 16 agosto messa per i defunti. Nella domenica successiva messa festiva, "incanto del cappello" e cena nella strada del borgo.
- Galatina (LE), nella città sono presenti due edifici religiosi intitolati al santo, una piccola chiesetta nel centro storico dove risiede la confraternita di San Rocco, dove nel pomeriggio del 16 agosto si porta in una piccola processione la statua del santo nella  Basilica di Santa Caterina d'Alessandria dove si svolge la messa solenne, e la parrocchia di San Rocco dove si svolge la novena in preparazione alla festa. Il giorno della festa nella parrocchia si svolgono le sante messe che culminano nella messa solenne nel pomeriggio dove alla fine di essa si svolge la processione per le vie della parrocchia.